# Еритрокруорин

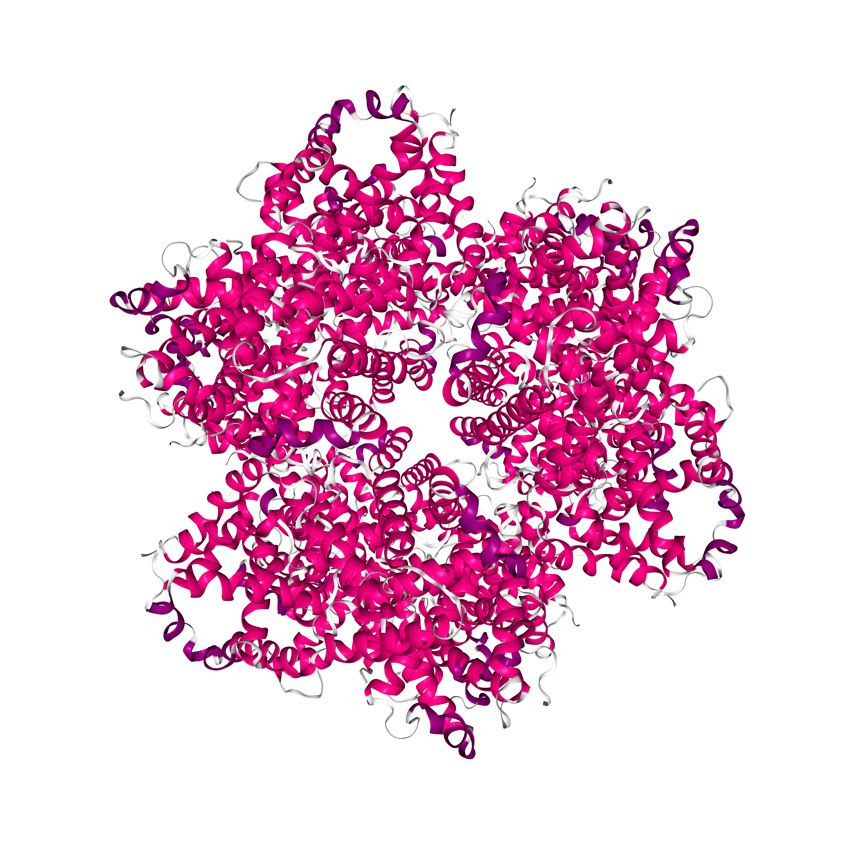
Макромолекула еритрокруорину

Еритрокруорин (від грец. ἐρυθρός — червоний і лат. cruor — кров) — різновид гемоглобіну деяких безхребетних тварин (кільчастих хробаків, дафній та деяких інших). На відміну від гемоглобіну хребетних, еритрокруорин перебуває не у складі еритроцитів, а гемолімфі чи плазмі крові. Еритрокруорини, як правило, мають значно більшу молекулярну масу за рахунок того, що молекули розчиненого в крові пігменту зазвичай складаються з великої кількості субодиниць. Так, у дощового хробака макромолекула еритрокруорину складається з 144 субодиниць, кожна з яких містить простетичну групу.

## Інтернет-ресурси
- RSDB Molecule of the Month: 159 Erythrocruorin